# Barrowammo waldockae
Genre
Espèce
Barrowammo waldockae, unique représentant du genre Barrowammo, est une espèce d'araignées aranéomorphes de la famille des Gnaphosidae.

## Distribution
Cette espèce est endémique du Pilbara en Australie-Occidentale,. Elle se rencontre sur l'île de Barrow.

## Description
Le mâle holotype mesure 2,0 mm et la femelle paratype 2,2 mm.

## Systématique et taxinomie
Cette espèce a été décrite par Platnick en 2002.
Ce genre a été décrit par Platnick en 2002 dans les Ammoxenidae. Il est placé dans les Gnaphosidae par Azevedo, Bougie, Carboni, Hedin et Ramírez en 2022.

## Étymologie
Cette espèce est nommée en l'honneur de Julianne M. Waldock.

## Publication originale
- Platnick, 2002 : « A revision of the Australasian ground spiders of the families Ammoxenidae, Cithaeronidae, Gallieniellidae, and Trochanteriidae (Araneae: Gnaphosoidea). » Bulletin of the American Museum of Natural History, no 271, p. 1-243 (texte intégral).